# Ditladi
Ditladi är en bosättning (med status av village sedan 1985) i distriktet North-East i östra Botswana. Samhället växte fram på 1930-talet efter stridigheter i Mmadinare som tvingade somliga invånare på flykt, först till Patse i nuvarande Zimbabwe och senare till Ditladi. Namnet anses vara en förkortning av uttrycket Di-tla-di le mo go one molapo (ungefär "De kommer till samma flod") vilket syftar på alla djur som använder Shashe som vattenhål.
Ditladi har tre valdistrikt: Ditlatshana, Lekomoto och Shashe.